# Олимпийский комитет Андорры
Олимпийский комитет Андорры (кат. Comitè Olímpic Andorrà) — организация, представляющая Андорру в международном олимпийском движении. Основан в 1971 году; зарегистрирован в МОК в 1975 году.
Штаб-квартира расположена в Андорра-ла-Велье. Является членом МОК, ЕОК и других международных спортивных организаций. Осуществляет деятельность по развитию спорта в Андорре.